# Фридрих фон Хесен-Дармщат
Фридрих фон Хесен-Дармщат (на немски: Friedrich von Hessen-Darmstadt, * 28 февруари 1616 в Дармщат, † 19 февруари 1682 в Бреслау) от Дом Хесен е кардинал на католическата църква и княжески епископ на Бреслау (1671–1682).
Той е третият син на ландграф Лудвиг V (1577–1626) и съпругата му принцеса Магдалена фон Бранденбург (1582–1616), дъщеря на курфюрст Йохан Георг фон Бранденбург (1525–1598) от фамилията Хоенцолерн.
Той е протестант, през 1637 г. става католик. Така той получава знатната титла кардинал. Той умира с големи финансови задължения и е погребан в капелата на Света Елисавета в катедралата на Бреслау.